# Шакил Колтхерст
Шакил Тишан Колтхерст (енгл. Shaquile Tyshan Coulthirst; Лондон, 2. новембар 1994) енглески је фудбалер, који тренутно игра за Питерборо јунајтед.